# سيرين البلطي
سيرين البلطي محترفة في رياضة القفز بالزّانة وتونسية الأصل، وُلدت في (الحادي والثلاثين من أكتوبر 1983). وهي واحدة من أفضل لاعبات القفز بالزّانة في أفريقيا، وقد تم تتويجها كبطلة أفريقيا في رياضة القفز بالزّانة سبعة مرات؛ وقد سجلت أعلى رقم قياسي لها في عام 2006 وبلغ 4.21 مترًا.

## السيرة الرياضية
ولدت سيرين في تونس، وحصلت على أول ميدالية دولية لها في سن الخامسة عشرة، وحصدت لقب قفز الزّانة في البطولة الأفريقية للرياضة عام 1999. وأصبحت أول بطلة في رياضة قفز الزّانة للسيدات في دورة الألعاب العربية عام 1999. وقد حققت مسافة أربعة أمتار في الرَمي للمرة الأولى في عام 2000؛ وحصلت على الميدالية الذهبية في (البطولة الأفريقية لألعاب القوى – 2000)  وبدأت التدريب في تولوز في فرنسا منذ عام  2001، وقد حققت في تلك السنة رقمًا قياسيًا داخليُا في أفريقيا بَلَغ 4.10 مترًا.
وقد احتلت المركز التاسع في دورة الألعاب الفرنكوفونية عام 2001 والمركز السادس في دورة الألعاب الأولمبية البحر المتوسط عام 2001، وفي عام 2002 جاءت في المركز التاسع في (بطولة العالم للناشئين – 2002) في ألعاب القوى ثم دافعت عن لقبها في البطولات الأفريقية. وقد سجلت رقمًا قياسيًا بلغ 4.10 مترًا في كأس العالم للاتحاد الدولي لألعاب القوى 2002 وكان أيضا رقمًا قياسيًا في أفريقيا بالنسبة للناشئين.
وقفزت على مسافة 4.20 مترًا في الداخل عام 2003 (سجل تونسي) وقد بلغت هذا الارتفاع مرةً أُخرى في الهواء الطلق في عام 2004؛  وحصدت لقب بطولة أفريقيا للمرة الثالثة على التوالي في ذلك العام. كما حافظت على لقبها في دورة الألعاب العربية العامة عام 2004 .
وقد خطفت الأضواء في موسم عام 2005 بفوزها في بطولة الألعاب الرياضية العربية وحصدها ميدالية فضية في (الألعاب الفرنكوفونية – 2005). وسجلت رقمًا قياسيًا داخليًا قدره 4.20 م في البطولات الفرنسية، وحققت أفضل نتائجها -4.21 م-  للفوز الرابع على التوالي في بطولة أفريقيا 2006 وقد كان الرقم القياسي في البطولة كذلك. وقد تم اختيارها مرة أخرى كممثلة لأفريقيا في كأس العالم للاتحاد الدولي لألعاب القوى 2006 وحصلت على المركز السابع.
ولم تُكمِل موسم عام 2007 وانقطعت عن الرياضة تمامًا حتى موسم 2012؛ وعادت للفوز بالميدالية الذهبية الخامسة في بطولة أفريقيا 2012 في ألعاب القوى. وفازت بميدالية ذهبية سادسة في بطولة أفريقيا 2014 في ألعاب القوى متخطيةً الرامية الجزائرية زوبيدة لايوني كصاحبة أكبر فوز فردي من قِبَل امرأة في البطولات الأفريقية.

## سجل المنافسة
| السنة         | المنافسة                        | المكان          | المركز        | ملاحظات |
| ممثلة عن تونس |                                 |                 |               |         |
| 1999          | أفريقيا للناشئين بطولة          | تونس            | المركز الأول  | 3.65 م  |
| 1999          | الألعاب العربية العامة دورة     | الأردن          | المركز الأول  | 3.60 م  |
| 1999          | الألعاب الأفريقية               | أفريقيا جنوب    | –             | NM      |
| 2000          | الأفريقية البطولة               | الجزائر         | المركز الأول  | 3.85 م  |
| 2001          | دورة الألعاب الفرنكوفونية       | كندا            | المركز التاسع | 3.75 م  |
| 2001          | الألعاب الأولمبية البحر المتوسط | تونس            | المركز السادس | 3.70 م  |
| 2002          | العالم للناشئين بطولة           | جامايكا         | المركز التاسع | 3.90 م  |
| 2002          | الألعاب الأفريقية               | تونس            | المركز الأول  | 4.06 م  |
| 2004          | الألعاب الأفريقية               | الكونجو جمهورية | المركز الأول  | 4.00 م  |
| 2004          | الألعاب العربية العامة          | الجزائر         | المركز الأول  | 3.90 م  |
| 2005          | البطولة العربية                 | تونس            | المركز الأول  | 3.80 م  |
| 2005          | دورة الألعاب الفرنكوفونية       | النيجر          | المركز الثاني | 4.05 م  |
| 2006          | الأفريقية الألعاب               | موريشيوس        | المركز الأول  | 4.21 م  |
| 2012          | الألعاب الأفريقية               | بنين            | المركز الأول  | 3.80 م  |
| 2013          | البطولة العربية                 | قطر             | المركز الأول  | 4.10 م  |
| 2013          | دورة الألعاب الفرنكوفونية       | فرنسا           | المركز الثالث | 4.10 م  |
| 2014          | الألعاب الأفريقية               | المغرب          | المركز الأول  | 4.10 م  |
| 2015          | أفريقيا ألعاب                   | الكونجو جمهورية | المركز الأول  | 4.10 م  |
| 2016          | الأفريقية الألعاب               | أفريقيا جنوب    | المركز الأول  | 4.00 م  |
| 2017          | التضامن الإسلامي ألعاب          | أزربيجان        | المركز الثالث | 4.00 م  |

## روابط خارجية
- سيرين البلطي على موقع الاتحاد الدولي لألعاب القوى (الإنجليزية)